# 西點 (內布拉斯加州)
西點（英語：West Point）是一個位於美國內布拉斯加州卡明縣的城市。根據2010年美國人口普查，該地共人口3364人，而該地的面積約為7.19平方千米。同時該地也是卡明縣的縣治。

## 地理
西點的座標為41°50′23″N 96°42′41″W / 41.83972°N 96.71139°W，而該地的平均海拔高度為411米（即1348英尺）。